# 알바레스 데 비야밀역
알바레스 데 비야밀 역(스페인어: Álvarez de Villaamil)은 마드리드 경전철 1호선의 역이다. 마드리드 오르탈레사 구 발데푸엔테스 지역의 산치나로 주택지구에 있는 프린시페 카를로스 거리에 위치해 있다. 요금구역상으로는 A구역에 속한다.

## 역사
2007년 5월 24일 마드리드 경전철 1호선의 개통과 함께 문을 열었다. 1호선 중에서 지상에 위치한 4개 역 중 한 곳이기도 하다. 역명은 마드리드의 전 시장인 세르히오 알바레스 데 비야밀에서 따왔다.

## 환승 정보
역 주변에 시내버스 정류장이 한 곳 있다.
버스
- 시내버스
  - N1번 버스 (야간)

지하철
| 마드리드 경전철                    | 마드리드 경전철       | 마드리드 경전철                 |
| ---------------------------------- | --------------------- | ------------------------------- |
| 안토니오 사우라 피나르 데 차마르틴 | 마드리드 경전철 1호선 | 블라스코 이바녜스 라스 타블라스 |